# Stan, Bulgarien
Stan (bulgariska: Стан) är ett distrikt i Bulgarien.   Det ligger i kommunen Obsjtina Novi Pazar och regionen Sjumen, i den östra delen av landet, 300 km öster om huvudstaden Sofia.
Trakten runt Stan består till största delen av jordbruksmark. Runt Stan är det ganska glesbefolkat, med 34 invånare per kvadratkilometer.